# Prova microfono
Prova microfono è un singolo del rapper italiano Moreno, pubblicato il 18 aprile 2014 come secondo estratto dal secondo album in studio Incredibile.

## Video musicale
Il video, diretto da Marco Salom, è stato pubblicato il 13 maggio 2014 sul canale YouTube del rapper e lo mostra cantare all'interno di una palestra da basket circondato da varie pattinatrici.